# Amobi Okugo
Amobi Chidubem Okugo (Hayward, 13 marzo 1991) è un ex calciatore statunitense, di ruolo centrocampista.

## Carriera

### Club
Cresciuto a Sacramento (California), frequentò la Rio Americano High School e la Jesuit High School, giocando per un anno al college all'UCLA nel 2009, venendo scelto nel 2009 come Pac-10 Freshman of the Year. Fu quindi scelto al primo giro come sesta scelta al 2010 MLS SuperDraft dai Philadelphia Union debuttando il 25 marzo 2010 nella gara d'apertura della stagione 2010 della MLS contro i Seattle Sounders FC.

### Nazionale
Ha giocato con l'Under 20s all'edizione del 2009 dei campionati della CONCACAF.